# Abel Liluala
Abel Liluala (ur. 23 kwietnia 1964 w Kabindze) – angolski duchowny rzymskokatolicki pracujący w Kongu, arcybiskup metropolita Pointe-Noire od 2024.

## Życiorys

### Prezbiterat
Święcenia kapłańskie otrzymał 6 lutego 1994, i został inkardynowany do Archidiecezji Pointe-Noire.
Od 1994 pracował w duszpasterstwie parafialnym. W 2010 uzyskał stopień doktora prawa kanonicznego na Papieskim Uniwersytecie Świętego Krzyża w Rzymie.
Do chwili nominacji w 2024 pracował w instytucjach archidiecezjalnych, gdzie wchodził w skład Kolegium Konsultorów oraz pełnił urząd wikariusza sądowego. Był także proboszczem Katedry św. Piotra Apostoła.

### Episkopat
6 stycznia 2024 papież Franciszek mianował go arcybiskupem metropolitą Pointe Noire.
24 lutego 2024 otrzymał święcenia biskupie na Stadionie Miejskim Mvoumvou w Pointe-Noire. Udzielił mu ich arcybiskup Javier Herrera Corona, nuncjusz apostolski w Kongu i Gabonie.